# Walter Braithwaite
Sir Walter Braithwaite (Alne, 11 novembre 1865 – Rotherwick, 7 settembre 1945) è stato un generale britannico.

## Biografia

### I primi anni
Braithwaite nacque a Alne, figlio del reverendo William Braithwaite e di sua moglie, Laura Elizabeth Pipon. Egli era il più giovane di dodici figli. Egli venne educato al Victoria College del Jersey dal 1875 al 1880, e successivamente al Bedford School.

### La carriere militare
Braithwaite studiò alla Royal Military Academy, ed ottenne l'incarico come tenente della Somerset Light Infantry nel 1886. Nel 1895, egli sposò Jessie Ashworth, dalla quale ebbe un figlio, Valentine. Egli prestò servizio nella Seconda guerra boema, vedendo azioni a Ladysmith, Spion Kop, Vaal Krantz e Tugela Heights. Egli venne menzionato nei dispacci tre volte. Dopo la guerra, tornò in Inghilterra e venne posto al comando del Southern Command nello staff di Evelyn Wood. Nel 1906, Braithwaite venne promosso Maggiore, e trasferito nel The Loyal North Lancashire Regiment. Venne successivamente promosso Tenente Colonnello, e servì come istruttore allo Staff College, Camberley. Nel 1909, venne assegnato nello staff di Douglas Haig al War Office, e promosso Colonnello. Egli venne successivamente comandante dello Staff College di Quetta, posizione che mantenne sino allo scoppio della prima guerra mondiale. A questo punto, il collegio venne chiuso, e venne nuovamente trasferito al War Office, questa volta come direttore dello staff.

### La prima guerra mondiale
Nel 1915, venne nominagto Capo dello Staff della Mediterranean Expedition, comandata da Ian Hamilton. Egli venne giudicato da molti australiani al suo comando come "arrogante e incompetente" nell'ambito di queste operazioni. Dopo il fallimento della Mediterranean expedition, Braithwaite venne richiamato a Londra. Egli venne successivamente assegnato alla 62nd Division, che venne posta in Francia nel gennaio del 1917. Egli qui ebbe molto successo. D'altra parte la sua divisione venne coinvolta nella Battaglia di Arras, ove egli dette prova di solidità strategica anche nell'Offensiva di primavera. A seguito del successo dell'azione di respingimento della Germania nell'avanza a Bullecourt ed a Cambrai, egli ottenne il comando del IX Corps e poi del XII Corps.

### Dopo la guerra
Dopo la guerra, Braithwaite ottenne l'incarico di produrre un rapporto per valutare la performance degli ufficiali inglesi dello staff in tutti i teatri di conflitto. Anche se le diverse attività degli ufficiali (incluso Braithwaite) furono oggetto di discussioni durante la stessa guerra, il rapporto di Braithwaite fu sommariamente favorevole.
Egli fu General Officer Commanding-in Chief nello Scottish Command dal 1923 al 1926, e quindi General Officer Commanding-in Chief all'Eastern Command dal 1926 al 1927 prima di essere nominato Adjutant-General to the Forces nel 1927. Si ritirò dal servizio attivo nel 1931.
Egli prestò servizio dunque come commissario per il Commonwealth War Graves Commission dal 1927 al 1931, come Governatore del Royal Hospital Chelsea dal 1931 al 1938 e come Re d'Arme dell'Ordine del Bagno dal 1933 alla sua morte.
Egli morì nella sua casa di Rotherwick il 7 settembre 1945.